# Caenurgia togataria
Caenurgia togataria  là một loài bướm đêm thuộc họ Erebidae. Nó được tìm thấy ở phần phía nam của Hoa Kỳ (bao gồm California), phía nam đến México.
Sải cánh dài khoảng 37 mm.